# Мачок рогатий
Мачок рогатий (Glaucium corniculatum) — вид трав'янистих рослин родини макові (Papaveraceae), поширений у Європі, Північній Африці, західній Азії.

## Опис
Однорічна або дворічна, зелена, дрібно-щетиниста рослина 10–30 см заввишки. Листки глибоко перисто-роздільні, крупно-зубчасті. Пелюстки 1–3 см завдовжки, жовті, помаранчеві, червоні. Коробочка притиснуто-щетиниста.

## Поширення
Поширений у Європі, Північній Африці, західній Азії; натуралізований та культивується в деяких інших частинах світу.
В Україні вид зростає в степах, на щебенистих і сухих схилах, в посівах — у Лісостепу, Степу та Криму. Декоративна. Отруйна. Бур'ян.

## Галерея

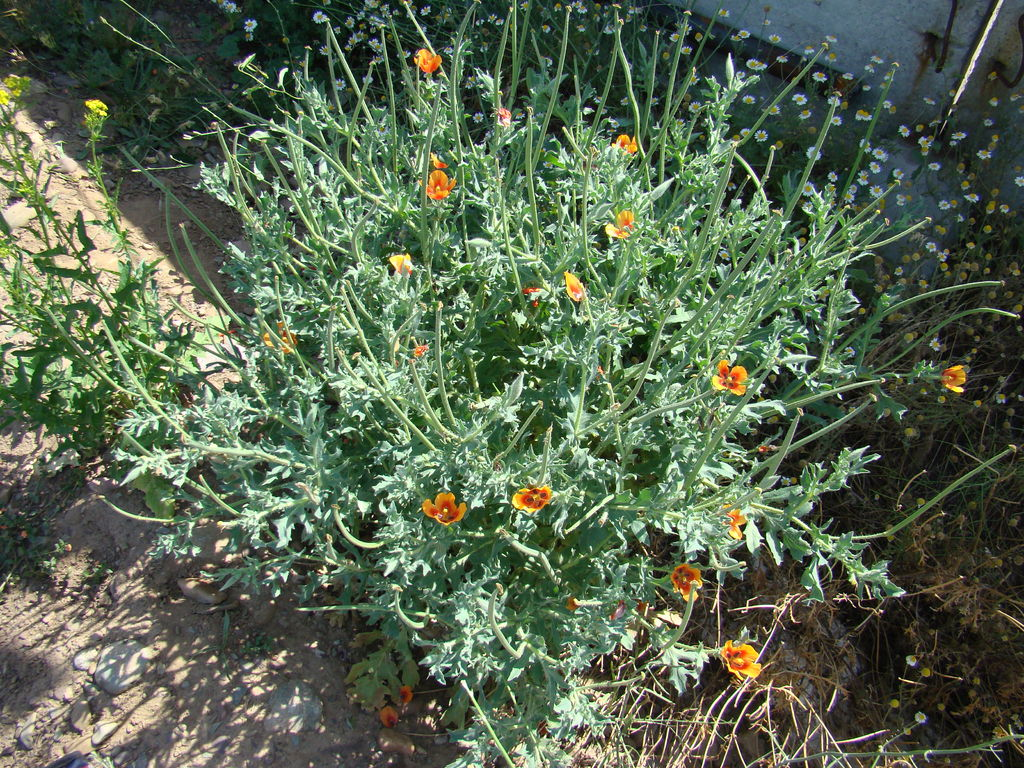
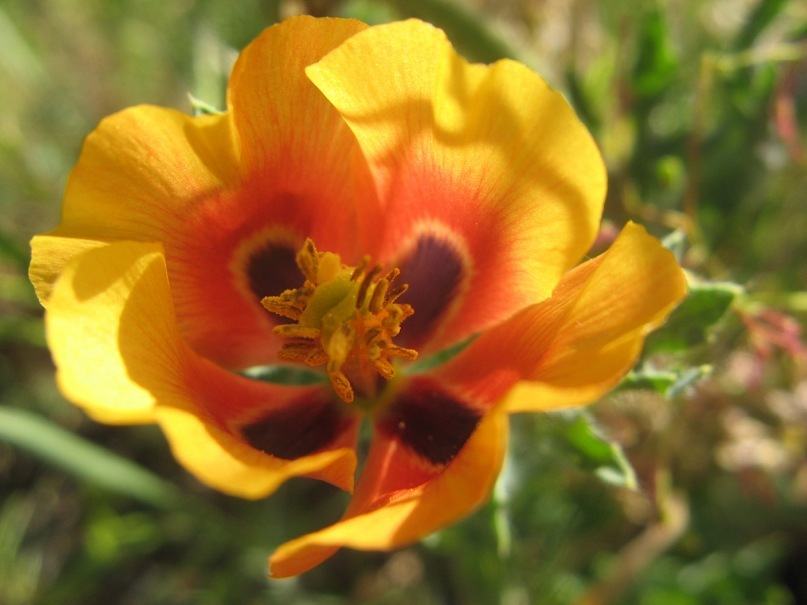
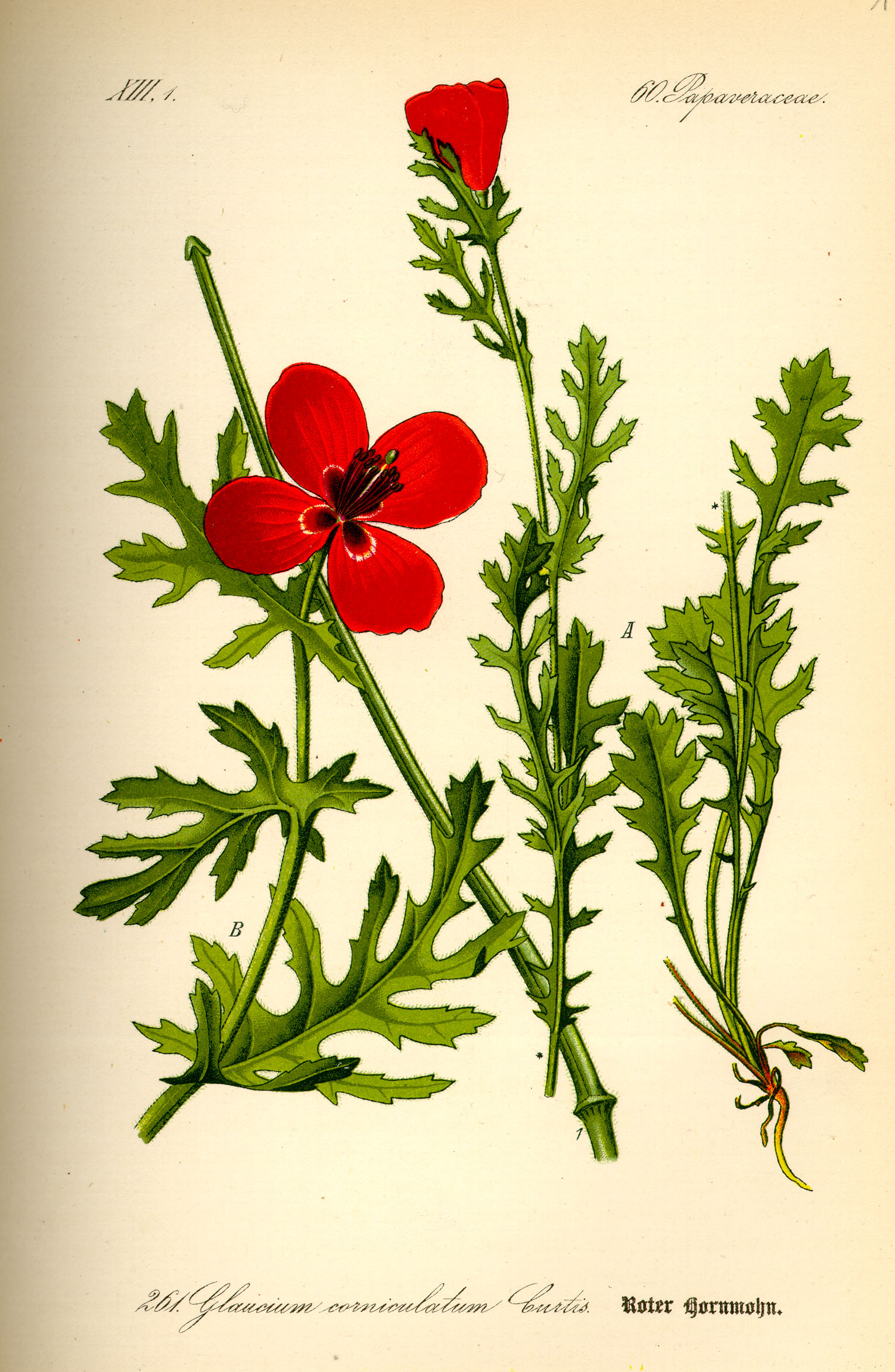